# TV 1872 Saarlouis
Der TV 1872 Saarlouis (Turnverein 1872 Saarlouis e. V.) wurde ursprünglich als reiner Turnverein gegründet. Heute ist er ein Mehrspartenverein mit 15 Abteilungen, der folgende Sportarten und Bewegungsfelder anbietet: Artistik, Badminton, Baseball, Basketball, Fitness & Gesundheit, Gerätturnen, Gymnastik, Hockey, Koronarsport, Kraftsport, Krebsnachsorge, Leichtathletik, Schwimmen, Ski, Sportabzeichen, Trampolinturnen und Volleyball.
Mit 1850 Mitgliedern gehört er zu den größten Vereinen der Region. Sowohl im Breitensport und Gesundheitssport als auch im Spitzensport engagieren sich über 70 Übungsleiter und Trainer im Kinder-, Jugend-, Aktiven- und Seniorenbereich.
Mit den TV Saarlouis Hornets (Baseball Männer) und den TV Saarlouis Royals (Basketball Frauen) sind zwei Abteilungen des Vereins in den Ersten Bundesligen vertreten.
Im Jahr 2017 gliederte sich der aktive Bereich Basketball vom TV Saarlouis aus und gründete mit dem Basketball Club Saarlouis e. V. einen eigenen Verein. Die Jugendmannschaften werden weiter vom TV Saarlouis ausgebildet.

## Damenbasketball
Die TV Saarlouis Royals aus Saarlouis spielen Basketball in der DBBL Damen Basketball Bundesliga. Im Sommer 2007 wurde die Lizenz des Spielbetriebs der Royals-Damen an die »Royals Basketball GmbH & Co KG« übertragen.
Die Saarlouis Royals waren bis zu ihrem Abstieg 2012 nach dem BC Marburg die dienstälteste Mannschaft der DBBL. Sie stellten in der Saison 2007/08 mit einem Altersdurchschnitt von 21 Jahren das jüngste Team der Liga.
Heimspiele werden in der Stadtgartenhalle in Saarlouis ausgetragen. Die Halle bietet Platz für mehr als 2000 Zuschauer mit Tribünen auf beiden Seiten des Spielfeldes und ist damit die größte Spielstätte der Liga. Die Nutzung teilen sich die Royals mit der örtlichen Handballmannschaft der HG Saarlouis, die früher 2. Bundesliga Süd zu Werke ging. Da die Handballer in der Regel samstagabends spielen, die Basketballerinnen hingegen sonntagnachmittags, gibt es nur selten Terminschwierigkeiten.
Beste Platzierung in der Bundesliga waren zunächst zweite Plätze 2007 und 2008 nach der Hauptrunde. 2004 und 2007 wurde in den anschließenden Playoffs jeweils dritte Plätze erreicht. Im Jahr 2008 verlor das Team die Endspielserie gegen Wasserburg und wurde Vizemeister. Im Pokalwettbewerb wurde von 2004 bis 2006 dreimal in Folge den zweiten Platz erreicht, 2007 belegte TVS den dritten Platz. 2008 erreichte die Mannschaft zum fünften Mal in Folge die Pokal-Endrunde, das sogenannte TOP4, und sicherte sich nach dem 84:74-Finalsieg über Seriensieger TSV Wasserburg den ersten Titel in der Vereinsgeschichte. 2009 wiederholte die Mannschaft diesen Erfolg in Oberhausen mit einem 88:46-Sieg im Finale gegen den sportlichen Absteiger ChemCats Chemnitz. Der dritte Pokal-Triumph in Folge gelang im Jahr 2010 in eigener Halle wieder gegen Wasserburg.
In der Bundesligasaison 2008/09 belegten die Royals am Ende der Hauptrunde den ersten Platz mit zwei Punkten Vorsprung vor Titelverteidiger Wasserburg. Nach einer Heimniederlage im ersten Play-off-Viertelfinale gegen Göttingen steigerte sich die Mannschaft und gewann die Serie mit 2:1-Siegen. Im Halbfinale wurde Oberhausen in zwei Spielen bezwungen. Die Finalserie gegen den TSV Wasserburg wurde schließlich durch den Heimvorteil entschieden, den die Royals aus der Hauptrunde mitbrachten. Beide Teams gewannen jeweils ihre Spiele vor eigenem Publikum. Somit feierte Saarlouis in der entscheidenden fünften Partie vor 2.200 Zuschauern in der angestammten Stadtgartenhalle nach dem 76:66-Erfolg seine erste deutsche Meisterschaft.
In der darauffolgenden Saison gingen die Royals erneut als Hauptrundenerster in die Playoffs und gewannen in den ersten beiden Runden sicher mit jeweils 2:0-Siegen. Im Finale verlor das Team am ersten Wochenende die beiden Auftaktspiele, drehte dann aber die Serie noch mal und erzwang das entscheidende fünfte Spiel. Diese Begegnung ging in die Verlängerung, wo dann Stina Barnert mit acht erfolgreichen Freiwürfen maßgeblich zum Sieg beitrug. Dies war das einzige Mal in dieser Spielklasse, in dem ein Team im Finale einen 0:2-Rückstand noch in einen Sieg drehte.
Nach zahlreichen Abgängen und verschiedenen Probleme wurden die Royals 2012 Letzter der ersten Liga und stiegen in die zweite Liga ab. Dort gelang ihnen der sofortige Wiederaufstieg als Hauptrundenerster und ohne Niederlage in den Playoffs gegen den TSV Amicitia Viernheim und den Grünen Stern Keltern. Viel beeindruckender war jedoch das Erreichen der Pokalendrunde nach Siegen über den späteren deutschen Meister TSV Wasserburg und anschließend die SV Halle Lions, die späteren Hauptrundenzweiten. Die Austragung der Endrunde sicherte sich der Zweitligist dann nicht und traf im Halbfinale auf den Titelverteidiger evo NB Oberhausen. Trotz einer Zehn-Punkte-Führung zur Halbzeit zog der Außenseiter doch noch den Kürzeren, gewann aber am zweiten Tag das Spiel um den dritten Platz und holte  sich somit die Bronzemedaille.
Als Aufsteiger erreichten die Royals 2014 das Pokalfinale und unterlagen dort dem TSV 1880 Wasserburg. 2015 kam der Verein in das Play-off-Finale um die deutsche Meisterschaft und unterlag dort Wasserburg in drei Spielen, wobei zwei davon erst in der Verlängerung entschieden wurden. Am 7. Mai 2015 gab der Verein bekannt, dass der Vertrag mit dem seit 2004 amtierenden Chefcoach René Spandauw nicht verlängert wird. Statt seiner übernahm der Litauer Saulius Vadopalas das Traineramt. Vadopalas führte die Mannschaft in der Saison 2015/16 zur Vizemeisterschaft. Dass es zwischen Trainer und Verein am Ende des Spieljahres 2015/16 zur Trennung kommen würde, stand bereits vor den verlorenen Endspielen gegen Wasserburg fest. Von Mai 2016 bis Dezember 2017 hatte Hermann Paar das Traineramt inne. Sein bisheriger Assistent Marc Hahnemann betreute die Saarlouis-Damen danach bis zum Ende der Spielzeit 2017/18.
Im April 2018 wurde der Tscheche Ondrej Sykora als neuer Cheftrainer der Royals vorgestellt. Im Dezember 2018 verurteilte die Ligaleitung Saarlouis zu einem Abzug von fünf Punkten und rutschte dadurch ans Tabellenende ab. Laut Liga hatte Saarlouis' Nadjeschda Ilmberger ohne Einsatzberechtigung gespielt. Das Schiedsgericht des Ligaverbandes wies den Einspruch Saarlouis' zurück. Am Saisonende stand der sportliche DBBL-Abstieg fest. Saarlouis kündigte an, gegen den Punktabzug rechtlich vorgehen zu wollen. Und nach dem Rückzug von Eintracht Braunschweig blieb es letztlich in der höchsten deutschen Spielklasse. Ab August 2019 spielte das Team als inexio Royals Saarlouis, nachdem die Namensrechte veräußert worden waren. Auch das Wappen wurde in diesem Zuge verändert und um den Unternehmensnamen ergänzt. Ende September 2019 wurde Trainer Sykora wegen der angespannten sportlichen Lage beurlaubt. Zunächst betreute die vorherige Assistenztrainerin Gabriela Chnapkova in der Folge die Mannschaft. Im Januar 2020 übernahm wieder Hahnemann das Traineramt. Er blieb bis Ende Dezember 2020 im Amt, als er entlassen und durch Saulius Vadopalas ersetzt wurde. Zur Saison 2021/22 erhielt Vadopalas Unterstützung in Person des gebürtigen US-Amerikaners Ricky Easterling, der langjährig als Berufsbasketballer in Deutschland spielte und nun Co-Trainer bei den Bundesliga-Damen von Saarlouis wurde.
Ende Oktober 2021 kam die Spanierin Isabel Fernández als neue Trainerin nach Saarlouis. Anfang März 2023 wurde sie entlassen und Easterling ins Cheftraineramt befördert. Im November 2023 erfolgte die Trennung von Easterling. Dragana Svitlica aus Bosnien und Herzegowina wurde die Nachfolgerin. Sie blieb bis Anfang April 2024 im Amt.
Zur Saison 2024/25 trat der Lette Matiss Rozlapa das Traineramt an. Er hatte zuvor in Nördlingen gearbeitet.

## Erfolge
| Jahr | Erfolg                                      |
| ---- | ------------------------------------------- |
| 2008 | Deutscher Pokalsieger                       |
| 2009 | Deutscher Pokalsieger                       |
| 2009 | Deutscher Meister                           |
| 2010 | Halbfinale EuroCup Women                    |
| 2010 | Deutscher Pokalsieger                       |
| 2010 | Deutscher Meister                           |
| 2013 | Meister 2. DBBL Süd                         |
| 2014 | Deutscher Vizemeister                       |
| 2015 | Deutscher Vizemeister                       |
| 2025 | Deutscher Pokalsieger Deutscher Vizemeister |

## Saisonstatistiken
| Saison    | Liga    | Hauptrunde                                | Play-offs     | Pokal         | Europapokal                 |
| --------- | ------- | ----------------------------------------- | ------------- | ------------- | --------------------------- |
| 1997/98   | 1. DBBL | 10.                                       | –             |               | –                           |
| 1998/99   | 1. DBBL | 11.                                       | –             |               | –                           |
| 1999/2000 | 1. DBBL | 7.                                        | Viertelfinale | Viertelfinale | –                           |
| 2000/01   | 1. DBBL | 11.                                       | –             | 3. Runde      | –                           |
| 2001/02   | 1. DBBL | 8.                                        | Viertelfinale | Viertelfinale | –                           |
| 2002/03   | 1. DBBL | 5.                                        | 4. Platz      | 3. Runde      | –                           |
| 2003/04   | 1. DBBL | 4.                                        | Dritter       | Finale        | –                           |
| 2004/05   | 1. DBBL | 6.                                        | Viertelfinale | Finale        | –                           |
| 2005/06   | 1. DBBL | 5.                                        | 4. Platz      | Finale        | –                           |
| 2006/07   | 1. DBBL | 2.                                        | Dritter       | Dritter       | –                           |
| 2007/08   | 1. DBBL | 2.                                        | Vizemeister   | Pokalsieger   | –                           |
| 2008/09   | 1. DBBL | 1.                                        | Meister       | Pokalsieger   | –                           |
| 2009/10   | 1. DBBL | 1.                                        | Meister       | Pokalsieger   | Halbfinale (Eurocup)        |
| 2010/11   | 1. DBBL | 3.                                        | Dritter       | 3. Runde      | Sechzehntelfinale (Eurocup) |
| 2011/12   | 1. DBBL | 12.                                       | –             | 2. Runde      | –                           |
| 2012/13   | 2. DBBL |                                           | –             | Dritter       | –                           |
| 2013/14   | 1. DBBL | 8.                                        | Viertelfinale | Finale        | –                           |
| 2014/15   | 1. DBBL | 3.                                        | Vizemeister   | 3. Runde      | –                           |
| 2015/16   | 1. DBBL | 2.                                        | Vizemeister   | Viertelfinale | –                           |
| 2016/17   | 1. DBBL | 4.                                        | 4. Platz      | 3. Runde      | –                           |
| 2017/18   | 1. DBBL | 9.                                        | –             | 2. Runde      | –                           |
| 2018/19   | 1. DBBL | 11.                                       | –             | 3. Runde      | –                           |
| 2019/20   | 1. DBBL | 11. (Saisonabbruch wg. COVID-19-Pandemie) | –             | –             | –                           |
| 2020/21   | 1. DBBL | 10.                                       | –             | Achtelfinale  | –                           |